# Cybaeodes testaceus
Espèce
Cybaeodes testaceus est une espèce d'araignées aranéomorphes de la famille des Liocranidae.

## Distribution
Cette espèce est endémique de Corse en France.

## Description
La femelle mesure 6,2 mm.

## Publication originale
- Simon, 1878 : Les arachnides de France. Paris, vol. 4, p. 1-334 (texte intégral).